# Johanna Hilde Hemer
Johanna Hilde Hemer, auch Hilda Hemer (geborene Steindorff am 29. Dezember 1892 in Berlin; gestorben 1983 in New York City) war eine deutsche, später amerikanische Pianistin und Holocaust-Überlebende.

## Leben

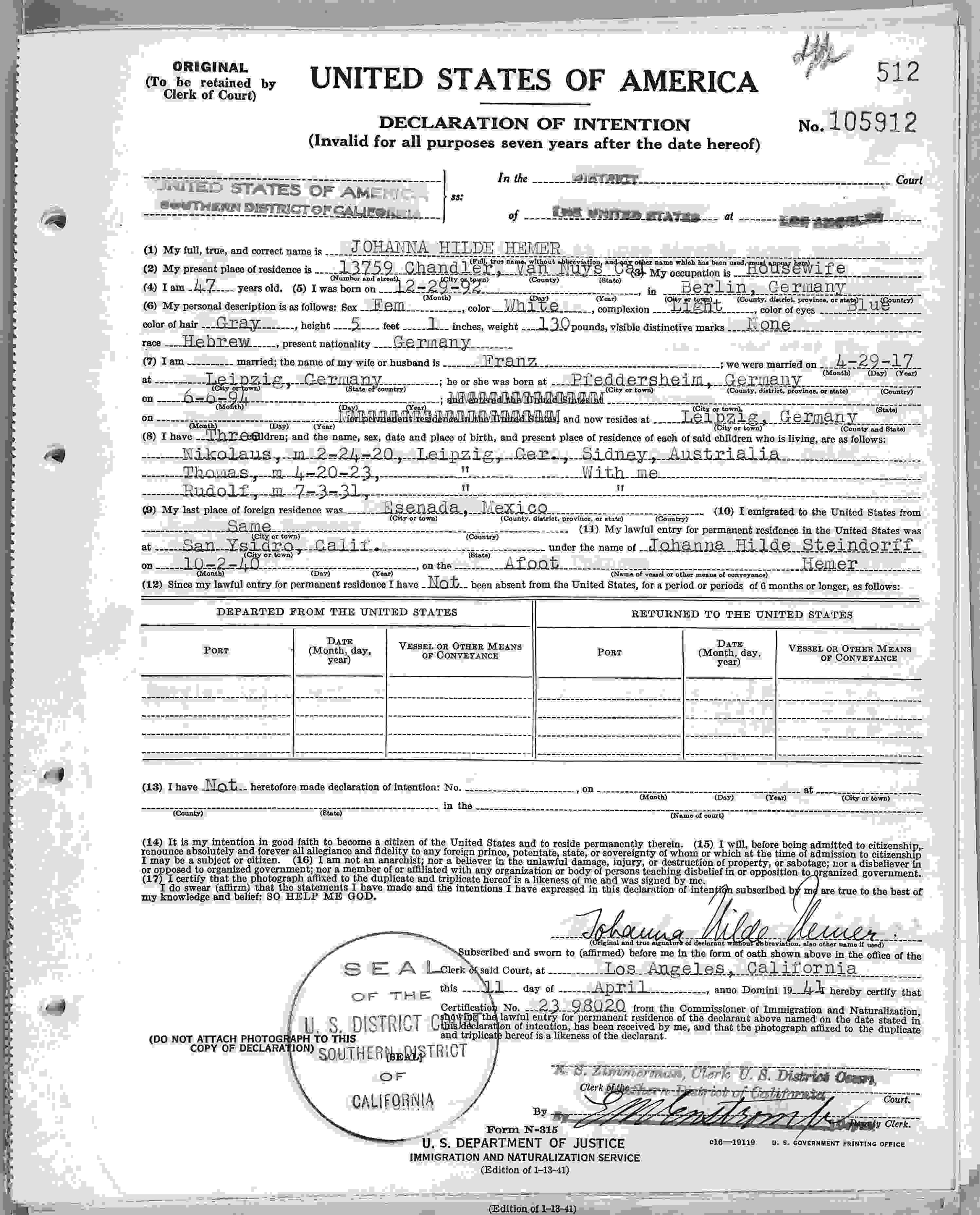
Einbürgerungsantrag von Johanna Hilde Hemer vom 21. April 1941 beim US Department of Justice in Los Angeles

Johanna Hilde Hemer war die einzige Tochter des ehemals jüdischen, Anfang der 1880er Jahre zum christlich-evangelischen Glauben konvertierten Ägyptologen Georg Steindorff und die Schwester von Ulrich Steindorff.
Johanna Hilde Hemer wuchs im familiären Umfeld der „universitären Welt und der Kunst“ in Leipzig auf, wohin die Familie 1893 gezogen war. Ihre Taufpaten waren der Ägyptologe Adolf Erman und der österreichische Pianist und Komponist Artur Schnabel. Der Klavierproduzent Edwin Bechstein schenkte ihr, nach Aussage ihres Sohnes Thomas, einen besonders wertvollen Konzertflügel aus russischem Edelholz, das damals kaum noch erhältlich war. Nach einer Probephase bei Schnabels Assistenten wurde Hilde Hemer nach dem Beginn des Ersten Weltkrieges schließlich am 30. April 1915 Schülerin von Artur Schnabel. Kriegsbedingt wurden die regelmäßigen Fahrten zwischen Leipzig und Berlin zu Schnabels Unterricht immer beschwerlicher, so dass Hilde Hemer nach zwei Jahren ihre Studien am Leipziger Konservatorium bei dem Pianisten Robert Teichmüller fortsetzte.
Während des Ersten Weltkriegs heiratete sie am 29. April 1917 in Leipzig den Cellisten und späteren Pelzhändler Franz Hemer, mit dem sie die Söhne Nikolaus (geboren 24. Februar 1920), Thomas (geboren 20. April 1923) und Rudolf (geboren 3. Juli 1931) bekam. Ihr Mann diente während des Krieges als Jagdflieger im Geschwader von Manfred von Richthofen.
Nach der Machtergreifung durch die Nationalsozialisten folgte eine immer stärkere Ausgrenzung von Juden. Im Zuge der „Arisierung“ der Geschäftswelt folgte 1938 die Zwangsscheidung des Ehepaares Hemer. Franz Hemer hatte die Scheidung eingereicht, vorher aber noch den ältesten Sohn nach England geschickt. Noch im selben Jahr verließ Hilde Hemer Leipzig und ging zunächst an den Comer See. 1938 emigrierte sie mit ihren beiden jüngsten Kindern erst nach Ensenada in Mexiko und dann 1940 in die USA. Dort arbeitete sie zunächst als Haushälterin, bevor sie am 21. April 1941 beim Justizministerium der Vereinigten Staaten einen Antrag auf Einbürgerung stellte und sich in Van Nuys, Kalifornien, niederließ.
Im Jahr 1950 charakterisierte die Zeitung The Van Nuys News Hilde Hemer als „gifted concert pianist“ (begabte Konzertpianistin). Für eine Veranstaltung der Frauenorganisation P.E.O. Sisterhood Mitte Januar 1950 wurde Hemer für den musikalischen Programmpunkt vorgestellt: sie habe in Deutschland schon mit einem Kammerorchester gespielt und große Anerkennung für ihre Kunst erhalten. Hervorgehoben wurden ihre Interpretationen von Schumann, Brahms, Beethoven, Schubert und Chopin. Ende Januar 1950 spielte sie gemeinsam mit dem Solo-Cellisten Nathan Liebenbaum bei einer Ehrenveranstaltung für Margaret Carter, die Großmutter von Ferdinand Mendenhall. Im März 1950 berichtete die Zeitung The Van Nuys News in einer Konzertankündigung, dass Hemer, die als Solistin mit Kammerorchestern in Europa und an der Ostküste der Vereinigten Staaten gespielt habe, bereits seit vielen Jahren in Van Nuys unterrichte. Sie unterrichtete bis ins hohe Alter.
Hilde Hemer hinterließ eine Autobiographie, in der sie das Leben ihrer Familie „as members of high class citizens“ beschrieb, und die ursprünglich für ihre Söhne gedacht war. Diese über fünfzig Seiten starke Abhandlung umfasst größtenteils die Zeit in Leipzig. Eine Kopie befindet sich heute im Archiv des Ägyptischen Museums der Universität Leipzig (ÄMUL-Archiv) und noch Anfang des 21. Jahrhunderts wurde sie für die Entschlüsselung der Biographien von Hemers zahlreichen berühmten Verwandten und Bekannten genutzt.